# Haplothrips statices
Haplothrips statices är en insektsart som först beskrevs av Alexander Henry Haliday 1836.  Haplothrips statices ingår i släktet Haplothrips och familjen rörtripsar. Arten är reproducerande i Sverige. Inga underarter finns listade i Catalogue of Life.